# Walter Ackerman
Walter Ackerman (Nova York, 28 de juny de 1881 - Bishop, Califòrnia, 12 de desembre de 1938) va ser un actor estatunidenc. Va aparèixer a 7 pel·lícules entre 1909 i 1933.

## Filmografia
- A Midsummer Night's Dream (1909) .... Demetrius
- Rugged Water (1925) .... Cook
- Man of the Forest (1926) .... Segon diputat
- Aflame in the Sky (1927) .... Desert Rat
- Back to God's Country (1927) .... Clerk
- Bride of the Desert (1929) .... Solomon Murphy
- King Kong (1933, no surt als crèdits) .... Periodista